# Sinuiju

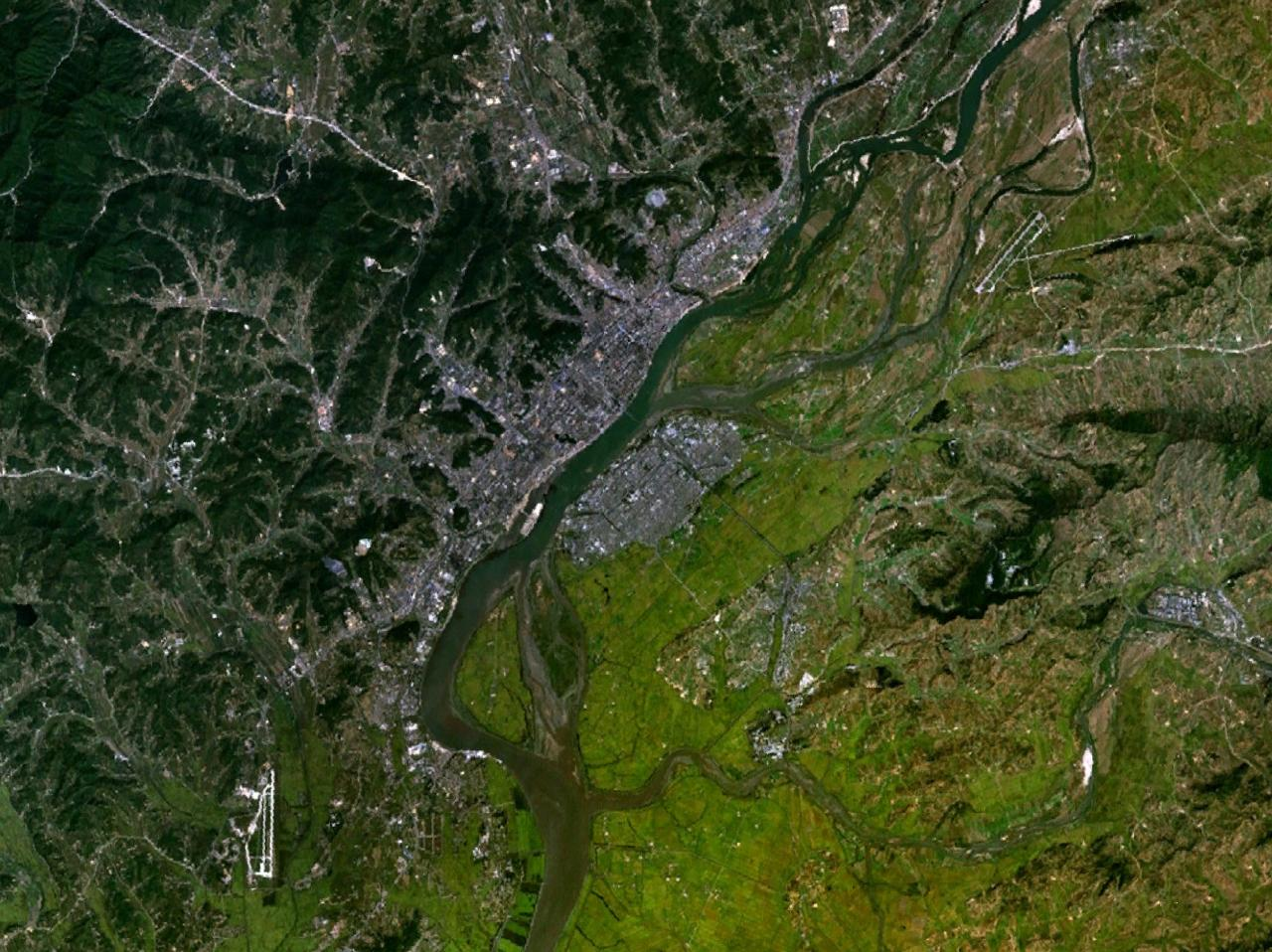
Satellitfoto.

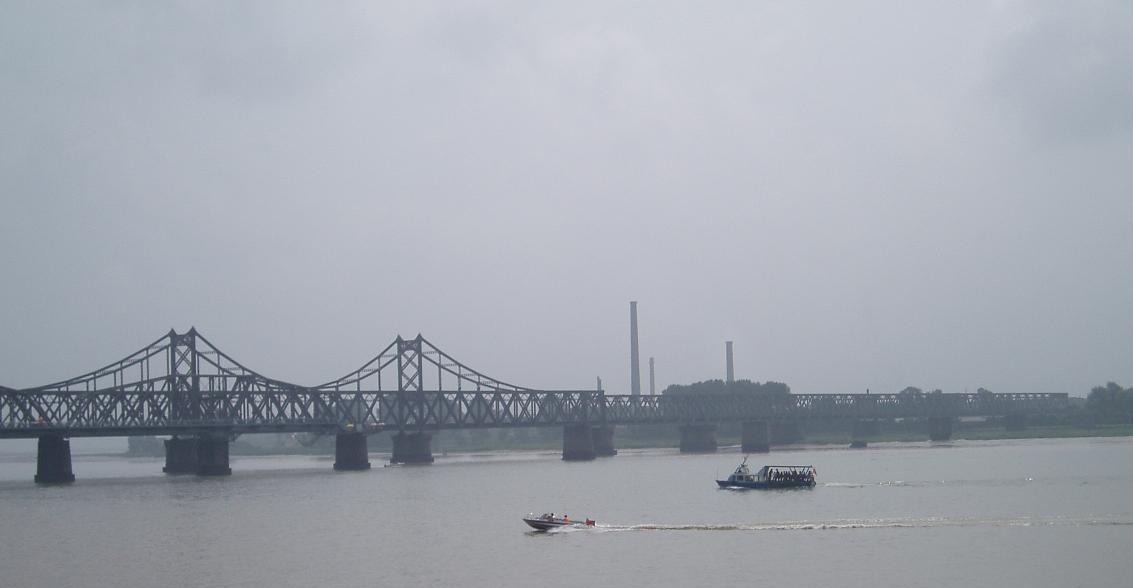
Bro över floden Yalu.

Sinŭiju är en stad i Nordkorea vid gränsen till Kina. Den är huvudstad i provinsen Norra P'yongan. År 2002 beslutades att bland annat delar av staden skulle ingå i en speciell administrativ region, med inriktning på marknadsekonomi. Det verkar dock som projektet inte genomförts än, och eventuellt övergetts helt. Sinuiju hade 359 341 invånare vid folkräkningen 2008, varav 334 031 invånare bodde i själva centralorten.

## Geografi
Gränsen till Kina är markerad av floden Yalu. Sinŭiju är anslutet till Dandong i Kina via Kinesisk-koreanska vänskapsbron. Denna bro är det enda sättet att ta sig in till Nordkorea via bil. Staden är även en terminal för Gyeongguijärnvägen (även känd som P'yongui) och ligger 40 km från floden.

## Transport
Sinŭiju kan nås via flyg (Air Koryo) från huvudstaden Pyongyang, järnväg eller bilväg. Det går även att åka bil från den kinesiska staden Dandong genom den 944 meter långa bron som går över floden. Manchuriska järnvägen har även anslutning till Transsibiriska järnvägen.

## Utbildning
- Fakultet i Sinŭiju inkluderar Sinŭijuhögskolan
- Sinŭiju kommersiella högskola
- Östra mellanskolan
- Sinŭiju lätta industriuniversitet
- Sinŭiju utbildningsuniversitet